# Kasachische Eishockeymeisterschaft 1996/97
Die Saison 1996/97 war die fünfte Spielzeit der kasachischen Eishockeyprofiliga. Es nahmen zwei Vereine, die insgesamt fünf Mannschaften stellten, am Wettbewerb teil. Den Titel des Kasachischen Meisters sicherte sich zum insgesamt fünften Mal Torpedo Ust-Kamenogorsk. Ust-Kamenogorsk gewann damit auch zum fünften Mal in Folge den Meistertitel.

## Modus
Die fünf Teilnehmer spielten in einer Doppelrunde, so dass jede Mannschaft auf die Anzahl von acht Spielen kam. Die Mannschaft mit den meisten Punkten sicherte sich am Ende die Meisterschaft.
Für einen Sieg in der regulären Spielzeit von 60 Minuten erhielt eine Mannschaft zwei Punkte, der unterlegene Gegner ging leer aus. Bei einem Unentschieden erhielt jede Mannschaft einen Punkt.

## Abschlusstabelle
Nach Ablauf der acht Runden sicherte sich Torpedo Ust-Kamenogorsk den Meistertitel knapp vor der eigenen zweiten Mannschaft. Das Team aus Ust-Kamenogorsk stellte insgesamt vier der fünf Teilnehmer. Nachdem Stroitel Karaganda sich nach der Saison 1995/96 aufgelöst hatte, ließ Torpedo neben der ersten und zweiten Seniorenmannschaft auch die U18- und U17-Junioren des Vereins am Meisterschaftsbetrieb teilnehmen. Die U18-Junioren machten mit dem dritten Rang die Dominanz des Klubs deutlich. Der HK Bulat Temirtau, der als einzige weitere Mannschaft der Meisterschaft beiwohnte, kam nur auf den vierten Rang und lag damit nur knapp vor den U17-Junioren Torpedos.
Aufgrund der Auflösung der Internationalen Hockey-Liga im Sommer 1996 und der Gründung der Superliga war es den kasachischen Klubs nicht mehr möglich in der höchsten russischen Spielklasse vertreten zu sein. Torpedo Ust-Kamenogorsk spielte im Saisonverlauf daher parallel in der zweitklassigen russischen Wysschaja Liga. Obgleich eines zweiten Ranges in der Hauptrunde war die Mannschaft nicht berechtigt an der Relegationsrunde zur Superliga teilzunehmen. Die zweite Mannschaft Torpedos und der HK Bulat Temirtau waren in der drittklassigen Perwaja Liga vertreten.
Abkürzungen: Sp = Spiele, S = Siege, U = Unentschieden, N = Niederlagen, Pkt = Punkte
|                             | Sp | S | U | N | Tore  | Pkt   |
| --------------------------- | -- | - | - | - | ----- | ----- |
| Torpedo Ust-Kamenogorsk     | 8  | 7 | 0 | 1 | 84:27 | 14:02 |
| Torpedo Ust-Kamenogorsk 2   | 8  | 6 | 0 | 2 | 58:42 | 12:04 |
| Torpedo Ust-Kamenogorsk U18 | 8  | 4 | 0 | 4 | 46:52 | 08:08 |
| HK Bulat Temirtau           | 8  | 2 | 0 | 6 | 39:30 | 04:12 |
| Torpedo Ust-Kamenogorsk U17 | 8  | 1 | 0 | 7 | 22:98 | 02:14 |

## Auszeichnungen
| Auszeichnung | Spieler                          | Team                        |
| ------------ | -------------------------------- | --------------------------- |
| Topscorer    | Pawel Makarow                    | Torpedo Ust-Kamenogorsk U18 |
| Topscorer    | 15 Punkte (12 Tore + 3 Vorlagen) |                             |